# 78 toeren

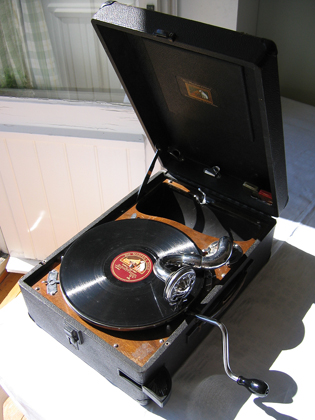
Draagbare 78 toerenplatenspeler (HMV-model 102)

De 78 toerenplaat is het oudste type grammofoonplaat. Hij heeft een diameter van 30 cm (ofwel 12 inch), 25 cm (10 inch) of 20 cm (8 inch) (grotere en kleinere platen bestonden ook) en wordt meestal afgespeeld op 78 toeren per minuut.
Over het te gebruiken toerental waren er in het begin nog geen afspraken gemaakt, waardoor dit kon variëren van 70 tot 100 toeren per minuut.
Met de komst van de elektromotor in de jaren 30 schakelde men over op 78 toeren (of eigenlijk 7779), omdat dit zowel bij 50 hertz als 60 hertz is te reproduceren, en deze snelheid bovendien stabiel is bij het gebruik van de oude veerwerkmotoren.
De meeste 78 toerenplaten zijn gemaakt van schellak, vanaf eind jaren vijftig werden ze soms ook van vinyl gemaakt. Door het gebruik van betere materialen kon de snelheid worden verlaagd terwijl ook de groeven werden verkleind tot de zogenaamde microgroove, waarbij een kleinere naald nodig was. De bredere groef van de 78 toerenplaat noemde men "standaard" of "normaal", vandaar dat op sommige Duitse 78 toerenplaten de opdruk N78 staat. 
Het probleem van de oudere schellakplaten ten opzichte van de later gangbare vinylplaten was dat zij erg breekbaar waren: wanneer men een plaat liet vallen, brak die gemakkelijk in stukken. Als er door een ongelukje alleen maar een barst in de plaat was ontstaan, bleef het echter mogelijk om deze af te spelen, maar dan met de bekende "tik" door het geluid. 
Net als bij de latere single stonden er gewoonlijk twee nummers op (A-kant en B-kant), maar was de opname nog in mono in plaats van stereo.
Op platen bedoeld voor talencursussen week men af van de standaard, en deze bevatten meerdere korte nummers per plaatkant.
Enkelzijdige platen waren de oudste in deze categorie, en zijn relatief zeldzaam.
Vanaf 1970-2015 zijn er echter ook wel 78 toerenplaten in stereo geproduceerd, maar in een beperkte oplage. Meestal betrof dit promotiemateriaal of werden ze op verzoek van artiesten gemaakt. De gebruikte groefbreedte verschilde van plaat tot plaat: de ene keer met een standaard- en de andere keer met een microgroef.